# TV Câmara (Taubaté)
A TV Câmara Taubaté é um canal de televisão legislativo por assinatura brasileiro no município de Taubaté, no interior de São Paulo, e pertence à Câmara Municipal de Taubaté. A TV ocupa o canal 4 da Net no município e é a primeira TV legislativa da região do Vale do Paraíba, inaugurada em 2005. Também foi o primeiro canal de televisão estatal a instalar um conselho público deliberativo para a gestão de sua grade de programação, cumprindo acordo firmado do Fórum de TVs Públicas Brasileiras, realizado em Brasília.
A emissora disponibiliza sua programação na página da internet e nas mídias sociais YouTube e Facebook. Em 8 de setembro de 2020, recebeu do Ministério das Comunicações a portaria de consignação do canal da Rede Legislativa e aguarda a compra de equipamentos para a transmissão do sinal digital aberto no município..
Quanto à programação, o canal transmite sessões, audiências e solenidades, notadamente ao vivo, além de programas jornalísticos próprios, aprovados pelo Conselho Público de Comunicação.

## História
A Câmara de Taubaté aprovou a implantação da emissora na cidade em 30 de outubro de 2003. Em 2004 foram realizados os primeiros estudos, o planejamento e, em 15 de junho daquele ano, o canal fez sua estreia no canal 96 da operadora de TV a cabo Horizon, mais tarde incorporada à Net.
A emissora surgiu com o compromisso de dar transparência ao Legislativo e firmar uma relação direta com a comunidade, promovendo a cidadania e inclusão no município.
A numeração do canal foi alterada para 98 (5 set. 2005), 17 (set. 2008) e 4 (mar. 2015). 

## Conselho Público de Comunicação
O Conselho Público da TV Câmara Taubaté foi criado em 30 de junho de 2009 a partir de uma resolução da Mesa Diretora da Câmara Municipal. A proposta pretende dar voz à sociedade civil para que fiscalize o trabalho da emissora e garanta isenção e equilíbrio na sua linha editorial.
O Conselho é formado por membros escolhidos entre servidores, vereadores e a sociedade civil.
Cabe ao Conselho zelar pelo cumprimento dos princípios editoriais da TV Câmara Taubaté, apreciar planos de trabalho anuais encaminhadas pela TV Câmara Taubaté e opinar sobre a linha editorial de produção, programação e projetos, apreciar relatórios anuais de execução dos planos de trabalho encaminhados pela emissora e zelar pela independência da gestão da comunicação e da linha editorial da TV Câmara Taubaté.